# مالسکو
مالسکو (به ایتالیایی: Malesco) یک کومونه در ایتالیا است که در استان وربانو-کوزیو-اوسولا واقع شده‌است.

## خصوصیات
مالسکو ۴۳٫۲ کیلومترمربع مساحت و ۱٬۴۷۸ نفر جمعیت دارد.